# Chowchilla
Chowchilla è una città degli Stati Uniti d'America situata nella Contea di Madera, nello Stato della California.